# Torremocha de Jiloca
Torremocha de Jiloca è un comune spagnolo di 159 abitanti situato nella comunità autonoma dell'Aragona.